# Mesochorus mucronatus
Mesochorus mucronatus är en stekelart som beskrevs av Dasch 1974. Mesochorus mucronatus ingår i släktet Mesochorus och familjen brokparasitsteklar. Inga underarter finns listade i Catalogue of Life.